# Tiếng Việt tại Hoa Kỳ

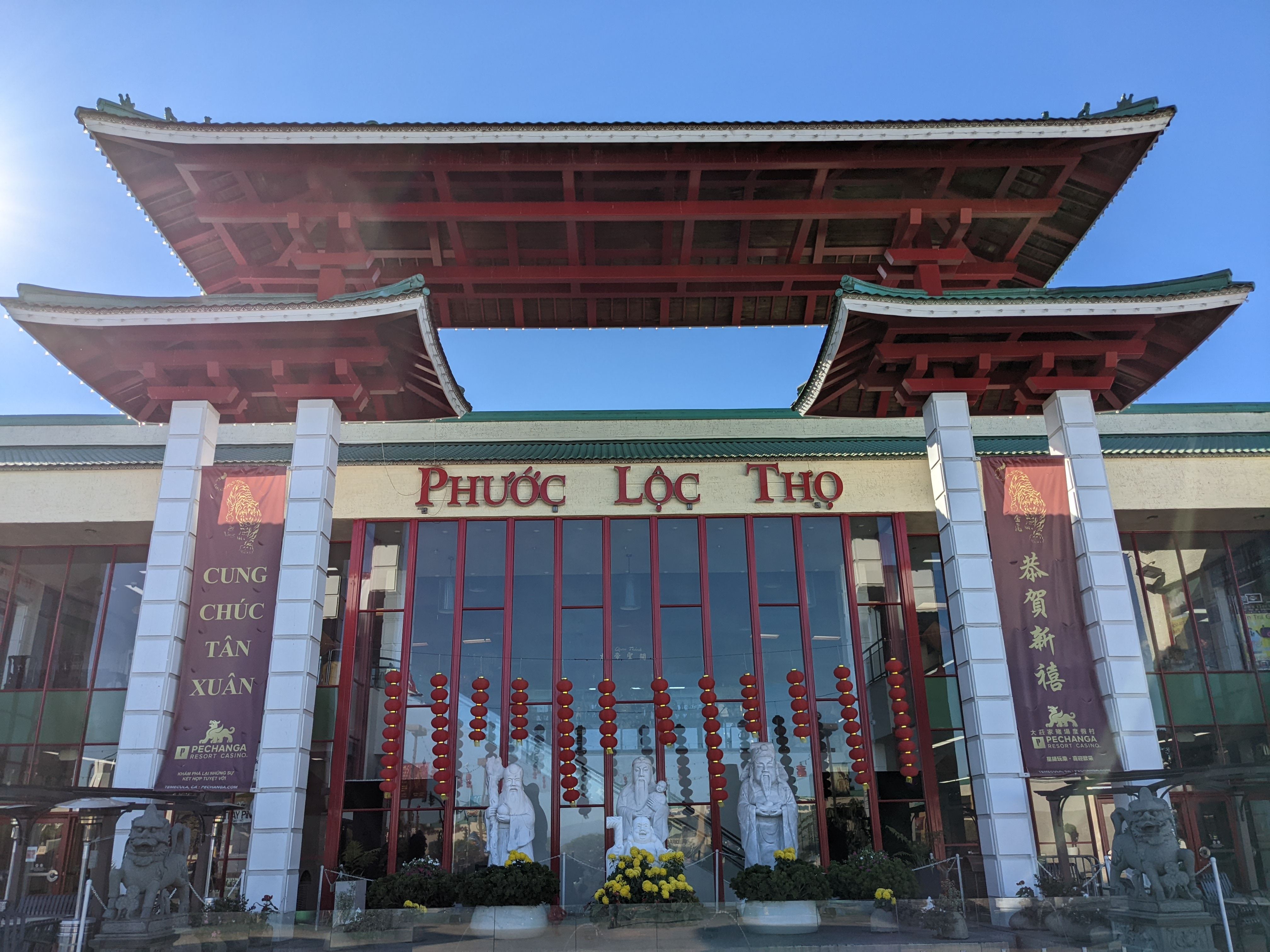
Thương xá Phước Lộc Thọ

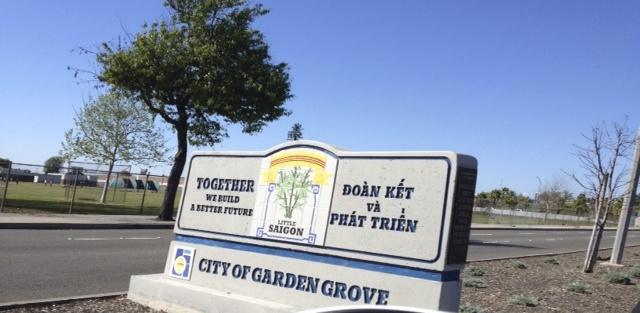
Bia chào mừng đến Little Saigon ở Garden Grove, California bằng tiếng Anh và tiếng Việt

Tiếng Việt có hơn 1,5 triệu người sử dụng tại Hoa Kỳ và là ngôn ngữ phổ biến thứ sáu tại quốc gia này.  Hoa Kỳ cũng là lãnh thổ có số lượng người nói tiếng Việt đứng thứ hai thế giới, chỉ sau Việt Nam. Tiếng Việt bắt đầu trở nên phổ biến sau năm 1975 khi có nhiều người tị nạn từ Việt Nam nhập cư sang Mỹ. Tiếng Việt được sử dụng trong nhiều khía cạnh cuộc sống, kể cả truyền thông, thương mại, và hành chính. Tại một số tiểu bang, đây là ngôn ngữ phổ biến thứ ba sau tiếng Anh và tiếng Tây Ban Nha. Để duy trì tiếng Việt trong các thế hệ sau, cộng đồng người sử dụng tiếng Việt đã thành lập nhiều trung tâm Việt ngữ cũng như phối hợp với các trường học công cộng để dạy tiếng Việt cho học sinh, sinh viên thuộc thế hệ sinh ra và lớn lên tại Hoa Kỳ.
Qua nhiều thập niên phát triển độc lập trong môi trường đa ngôn ngữ, tiếng Việt tại Hoa Kỳ có một số điểm khác so với tiếng Việt phổ biến tại Việt Nam, và cộng đồng người dùng tiếng Việt cố gắng duy trì sự khác biệt đó một cách có chủ đích.

## Lịch sử
Tiếng Việt tại Hoa Kỳ có lịch sử khá ngắn và gắn liền với sự hiện diện của người Việt tại đất nước này.  Trước Thế chiến thứ hai, các ngôn ngữ Đông Nam Á dường như chưa được biết đến tại Hoa Kỳ. Lúc đó Đông Dương còn là thuộc địa của Pháp, nên chỉ có các học giả Pháp mới nghiên cứu tiếng Việt. Đến thập niên 1950, các trường đại học như Cornell, Columbia, Yale, và Georgetown, cũng như Viện Dịch vụ Đối ngoại của Bộ Ngoại giao, bắt đầu đưa tiếng Việt vào chương trình giảng dạy. Năm 1954, Trường Ngôn ngữ Lục quân (sau này đổi tên thành Học viện Ngôn ngữ Quốc phòng) bắt đầu dạy tiếng Việt trong quân đội.
Năm 1969, toàn bộ Hoa Kỳ chỉ có khoảng 3.000 người Việt, trong đó có vợ của các quân nhân từng phục vụ tại Việt Nam.  Khi tình hình chiến tranh tại Việt Nam càng xấu đi, con số người Việt tăng dần.  Đầu thập niên 1970, số người Việt là 15.000; đến đầu năm 1975, con số này tăng lên thành 30.000.  Sau Chiến dịch Cuộc sống mới, số người Việt tại Hoa Kỳ tăng vọt.
Năm 1978, nhật báo Việt ngữ đầu tiên tại Hoa Kỳ, tờ Người Việt, bắt đầu xuất bản tại Quận Cam, California.  Tờ báo góp phần đưa tin tức về quê nhà cho cộng đồng người tị nạn, cũng như chuẩn bị họ cho cuộc sống mới tại Hoa Kỳ.
Từ năm 1980, tiếng Việt có khoảng 200.000 người sử dụng và là ngôn ngữ phổ biến thứ 14 tại Mỹ. Từ 1980 đến 2010, đây là ngôn ngữ phát triển nhanh nhất tại Hoa Kỳ, tăng gấp 7 lần. Đến năm 2010, tiếng Việt đã vượt qua nhiều ngôn ngữ khác để đứng vị trí thứ 6 (sau tiếng Anh, tiếng Tây Ban Nha, tiếng Trung, tiếng Pháp, và tiếng Tagalog).
Đầu thế kỷ 21, tiếng Việt bắt đầu có dấu hiệu mai một trong các thế hệ sinh ra và lớn lên tại Hoa Kỳ, ít có mối liên hệ với Việt Nam. Trong khi những người mới nhập cư vẫn dùng tiếng Việt, hơn 90% người Việt thế hệ ba ở Mỹ chỉ nói mỗi tiếng Anh. Nếu như số người Mỹ gốc Việt chỉ sử dụng mỗi tiếng Anh ở thế hệ thứ nhất là 46,8%, con số này giảm xuống còn 20% ở thế hệ thứ hai. Điều này có nghĩa là cộng đồng đã bỏ ra công sức để cố gắng duy trì tiếng Việt.  Ngoài ra, người Việt tại Hoa Kỳ cũng cố gắng đưa tiếng Việt vào chương trình giảng dạy tại trường công để con cháu không quên ngôn ngữ của tổ tiên.

## Nhân khẩu

### Nơi sinh và phân bố
| Nơi sinh | 1980 | 1990 | 2000 | 2010 | 2019 |
| -------- | ---- | ---- | ---- | ---- | ---- |
| Việt Nam | 87,4 | 82,0 | 79,7 | 74,3 | 71,4 |
| Hoa Kỳ   | 7,0  | 13,3 | 17,1 | 22,7 | 23,5 |
| Khác     | 5,5  | 4,7  | 3,2  | 2,9  | 5,0  |

Người dùng tiếng Việt chủ yếu là người gốc Việt, do đó tiếng Việt phát triển mạnh nhất tại những nơi đông người Mỹ gốc Việt nhất. Theo ước tính năm 2019, khoảng 71,4% người sử dụng tiếng Việt sinh ra tại Việt Nam, 23,5% sinh ra tại Hoa Kỳ hoặc lãnh thổ Hoa Kỳ, còn lại 5% sinh ra tại các quốc gia khác.
Tại bốn tiểu bang (Nebraska, Oklahoma, Texas, Washington), tiếng Việt là ngôn ngữ phổ biến thứ ba, sau tiếng Anh và Tây Ban Nha. Tiếng Việt hiện diện mạnh ở Bờ Tây, với khoảng 40% người sử dụng tại California, còn Washington có số người nói tiếng Việt đứng thứ ba. Tại các thành phố lớn, tỷ lệ người Việt khá khiêm tốn; họ hiện diện đông hơn trong các vùng đô thị ngoại ô thay vì trong nội thành.

### Trình độ ngôn ngữ
| Thế hệ | Định nghĩa                                    | % 1980 | % 2006 | % 2019 |
| ------ | --------------------------------------------- | ------ | ------ | ------ |
| 1      | Sinh ra ở nước ngoài                          | 95     | 77     | 60     |
| 2      | Sinh ra ở Mỹ                                  | 3      | 19     | 40     |
| 3      | Sinh ra ở Mỹ và có cha hoặc mẹ sinh ra tại Mỹ | 2      | 4      | 40     |

Trình độ tiếng Việt của người Việt tại Mỹ cũng được phân chia theo thế hệ. Thế hệ thứ nhất được định nghĩa là người sinh ra ở nước ngoài (chủ yếu là Việt Nam), thế hệ thứ hai là người sinh ra ở Mỹ, còn thế hệ thứ ba là những người sinh ra và đồng thời có cha hoặc mẹ sinh ra ở Mỹ. Năm 1980, 95% người Việt ở đây là người thuộc thế hệ thứ nhất, 3% thuộc thế hệ thứ hai, và 2% thuộc thế hệ thứ ba.  Đến năm 2006, thế hệ thứ nhất chỉ còn 77% trong khi thế hệ thứ hai tăng lên 19%, và thế hệ thứ ba vẫn còn là con số nhỏ ở 4%. Theo ước tính của Cục Thống kê Dân số Hoa Kỳ, đến năm 2019 tỷ lệ người gốc Việt sinh ra ở nước ngoài giảm xuống còn 60,3% và tỷ lệ người sinh ra ở Mỹ đã tăng lên đến 39,7%. Trong số người Mỹ gốc Việt 5 tuổi trở lên, 22,3% chỉ sử dụng tiếng Anh tại nhà, còn lại 77,7% sử dụng ngôn ngữ khác (chủ yếu là tiếng Việt) — trong số đó 44,0% không có trình độ tiếng Anh tốt.
| Khả năng ngôn ngữ              | Thế hệ 1      | Thế hệ 1 | Thế hệ 2      | Thế hệ 2 | Thế hệ 3      | Thế hệ 3 | Tổng          | Tổng     |
| Khả năng ngôn ngữ              | Vị thành niên | Tổng thể | Vị thành niên | Tổng thể | Vị thành niên | Tổng thể | Vị thành niên | Tổng thể |
| ------------------------------ | ------------- | -------- | ------------- | -------- | ------------- | -------- | ------------- | -------- |
| Chỉ tiếng Việt                 | 1,1           | 7,1      | 0,3           | 0,2      | 0             | 0        | 0,5           | 5,5      |
| Tiếng Anh không tốt (not well) | 6,5           | 28,7     | 6,0           | 5,9      | 0,2           | 0,2      | 5,5           | 23,3     |
| Tiếng Anh tốt (well)           | 18,7          | 32,2     | 15,5          | 14,9     | 2,4           | 2,4      | 15,0          | 27,7     |
| Tiếng Anh rất tốt (very well)  | 26,9          | 25,7     | 58,3          | 60,8     | 6,0           | 7,1      | 41,5          | 31,6     |
| Chỉ tiếng Anh                  | 46,8          | 6,4      | 19,9          | 18,1     | 91,3          | 90,2     | 37,5          | 11,8     |

Nghiên cứu năm 1998 của Min Zhou và Carl Bankston cho thấy tiếng Việt được duy trì khi được sử dụng tại nhà và cộng đồng. Từ năm 1980 đến 2006, tỷ lệ người gốc Việt không sử dụng tiếng Việt tại nhà (chỉ tiếng Anh) chỉ tăng không đáng kể (từ 9,4% đến 11,8%), trong khi tỷ lệ người có trình độ tiếng Anh rất tốt và cũng có thể nói tiếng Việt lại tăng đáng kể (từ 20,6% đến 31,6%). Người Mỹ gốc Việt có dấu hiệu tiến triển theo như các nghiên cứu về ngôn ngữ của người nhập cư — duy trì ngôn ngữ mẹ đẻ đồng thời phát triển các kỹ năng song ngữ.
Tuy nhiên, có nhiều dấu hiệu tiếng Việt đã nhường chỗ cho tiếng Anh trong giới trẻ vị thành niên (dưới 21 tuổi). Trong thế hệ thứ nhất và thứ hai, khoảng 46,8% và 19,9% không còn sử dụng tiếng Việt, còn thế hệ thứ ba, tuy chỉ chiếm một thành phần rất nhỏ, hơn 90% đã sử dụng tiếng Anh hoàn toàn.

## Sử dụng
Trong truyền thông và nghệ thuật sáng tạo, tiếng Việt được sử dụng chủ yếu trong cộng đồng người Việt. Ngôn ngữ này cũng hiện diện trong lĩnh vực thương mại và hành chính nhưng khiêm tốn hơn. Hầu hết các nha lộ vận đều có cẩm nang hướng dẫn lái xe bằng tiếng Việt, và một số tiểu bang cho phép thi một phần bằng tiếng Việt. Môn tiếng Việt là học phần tự chọn ở nhiều trường đại học, còn ở cấp trung học, môn này ít phổ biến hơn.

### Truyền thông

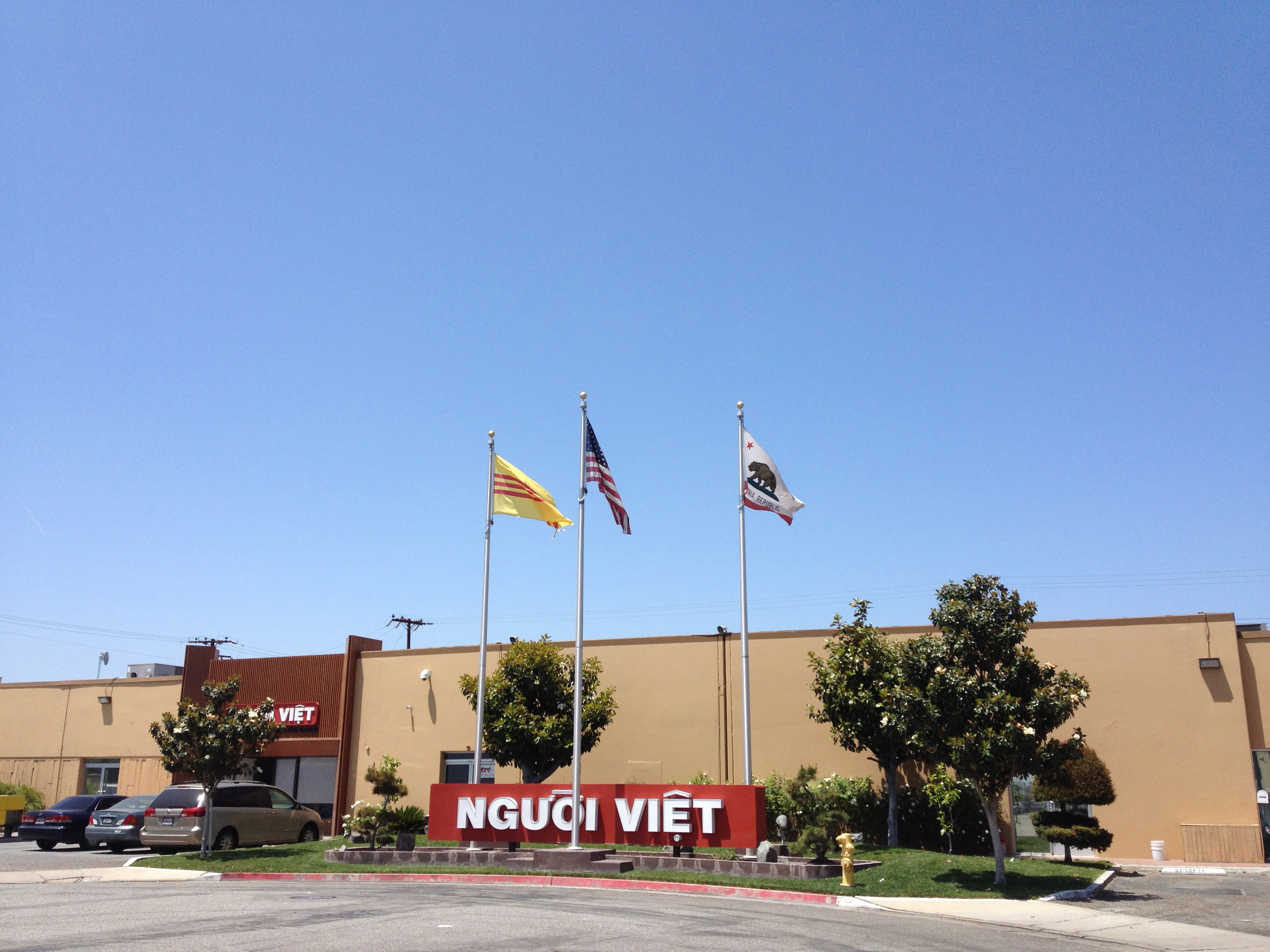
Trụ sở Người Việt, tờ báo Việt ngữ lớn nhất ngoài Việt Nam

Hầu hết các báo chí Việt ngữ hiện diện trong những khu vực đô thị đông người Việt nhất.  Dù còn nhỏ so với tiếng Anh và tiếng Tây Ban Nha, các tờ báo, đài truyền thanh, truyền hình tiếng Việt đã phát triển mạnh tại Hoa Kỳ.

Được xuất bản từ cuối thập niên 1970, tờ báo Người Việt ở miền Nam California là tờ báo Việt ngữ lâu đời nhất tại Mỹ.  Từ năm 1999 đến 2005, tờ San Jose Mercury News xuất bản một ấn bản tiếng Việt với tên gọi Việt Mercury. Sau khi tờ Việt Mercury đình bản, có hai tờ báo khác thay thế ở miền Bắc California là Việt Tribune và VTimes. Ban đầu, các báo chú trọng vào việc cung cấp tin tức địa phương cho người gốc Việt, sau phát hành thêm nhiều ấn phẩm cho các đối tượng độc giả khác. Tờ Người Việt có hẳn một bản tiếng Anh dành cho các thế hệ người Việt sinh ra tại Hoa Kỳ. Ngoài các xuất bản phẩm này, nay nhiều ấn phẩm trong cộng đồng người Việt cũng được phát hành bằng nhiều ngôn ngữ khác bên cạnh tiếng Việt.

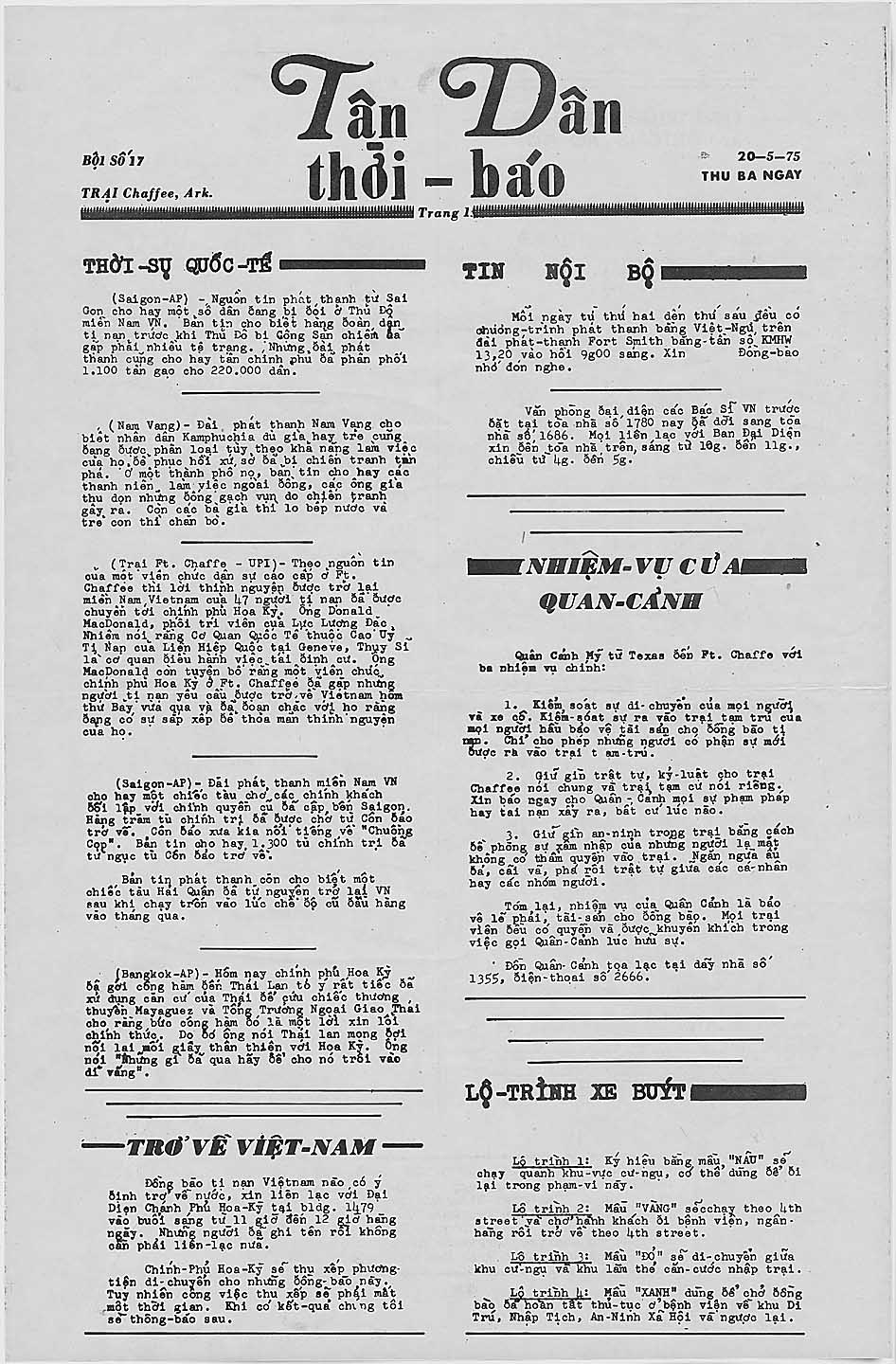
Tân Dân thời-báo, một tờ báo cho người Việt tị nạn di tản đến Trại Chaffee sau sự kiện 30 tháng 4 năm 1975.

Trên radio, có hai đài truyền thanh phát sóng tiếng Việt tại Vùng Đại Los Angeles (KALI-FM và KVNR). Đài Little Saigon Radio được thành lập từ năm 1993, có hệ thống phát thanh tại ba nơi có đông người Việt sinh sống là miền Nam California, San Jose, và Houston. Ngoài các chương trình sản xuất tại địa phương, đài còn tiếp vận các chương trình thời sự VIệt ngữ của các đài phát thanh quốc tế như BBC và RFI. Chương trình của đài Radio Saigon Houston được cho là đã góp phần thu hút nhiều người Việt từ California qua Houston định cư sau khi họ nghe được về cuộc sống ở Houston qua các chương trình của đài được tiếp vận tại California.
Các đài truyền hình tiếng Việt gồm có đài Saigon Broadcasting Television Network (SBTN) có trụ sở tại Garden Grove, là đài truyền hình đầu tiên phát sóng 24/24 trên các hệ thống truyền hình cáp và vệ tinh khắp nước Mỹ kể từ năm 2002. SBTN thu hút khán giả từ mọi tầng lớp, với nhiều chương trình như thời sự, phim điện ảnh, kịch, phim tài liệu, ca múa nhạc, trò chuyện, và thiếu nhi.  Ngoài SBTN, còn có VietFace TV của Trung tâm Thúy Nga, cũng phát sóng miễn phí 24 tiếng mỗi ngày tại Quận Cam và toàn quốc qua hệ thống vệ tinh DirecTV; và Vietnam America Television (VNA/TV) phục vụ các khu vực miền Nam Calfornia, San Jose, và Houston với lập trường chống Cộng và không sử dụng các chương trình xuất xứ từ Việt Nam.  Ngoài California, đài Viet-Nam Public Television (VPTV) có trụ sở tại Falls Church, Virginia phục vụ vùng Washington, DC.  Một số địa phương cũng có chương trình tiếng Việt trong hệ thống truyền hình cộng đồng. VTV4, kênh truyền hình đối ngoại của chính quyền Việt Nam, từng có thể bắt sóng được qua vệ tinh tại Hoa Kỳ, nhưng bị đánh giá là "nhàm chán"; đối tượng người xem chủ yếu là du học sinh hoặc người mới nhập cư. VTV4 đã ngừng phát sóng qua vệ tinh từ năm 2018.
Trong đại dịch COVID-19 và cuộc bầu cử tổng thống năm 2020, tin giả trở thành một vấn nạn trong cộng đồng người nói tiếng Việt, đặc biệt là với những người lớn tuổi không thông thạo tiếng Anh và không tiếp cận với truyền thông dòng chính.  Để đối phó với tin giả, nhiều người Việt trẻ tuổi thông thạo song ngữ đã thành lập các tổ chức nhằm phản bác tin giả và truyền đạt thông tin trung thực bằng tiếng Việt cho cộng đồng, trong đó có Viet Fact Check (Việt Kiểm Tin), VietCOVID.org, và The Intepreter (Người Thông Dịch).

### Văn học, nghệ thuật

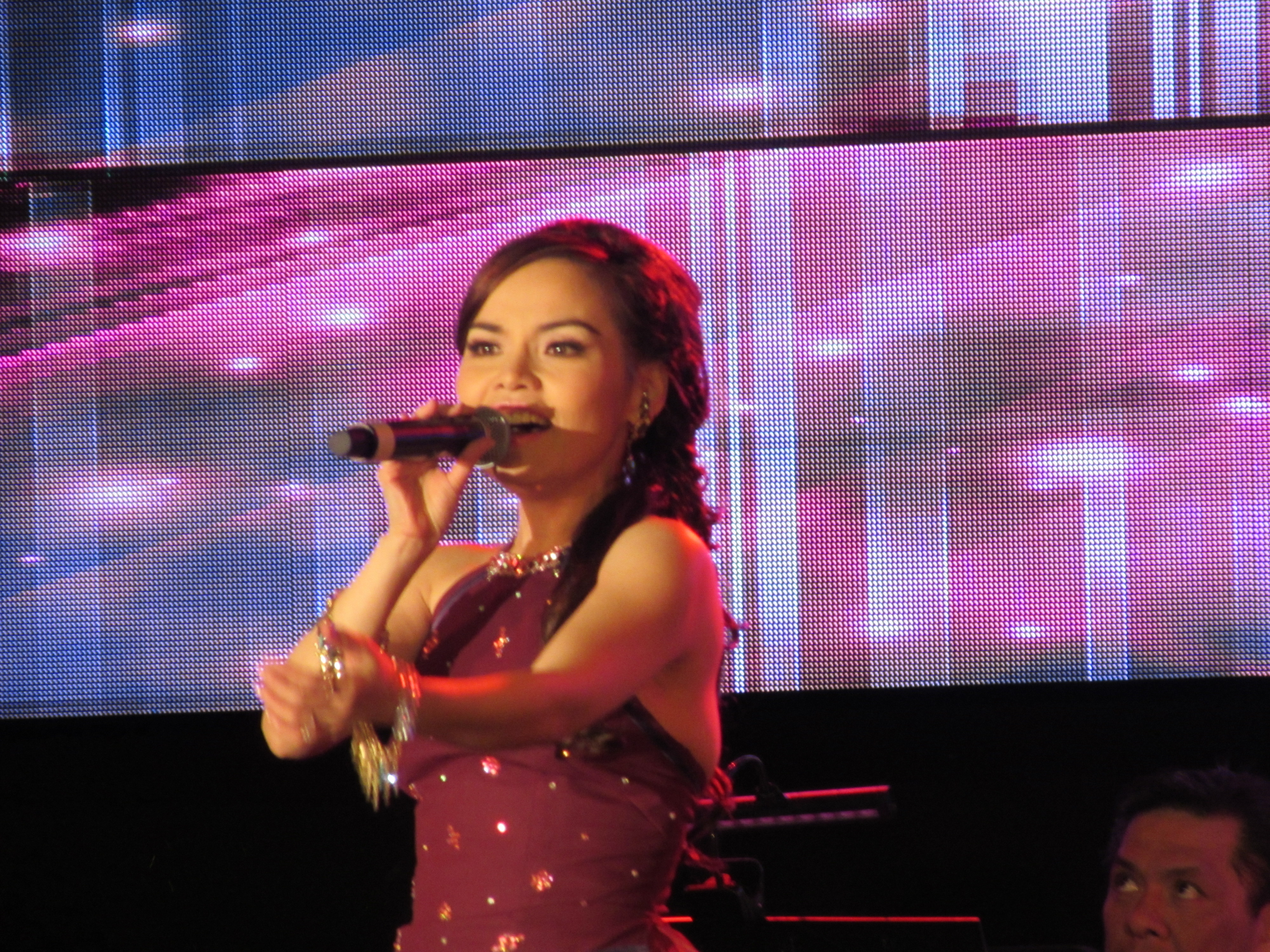
Ca sĩ Ngọc Hạ biểu diễn tại một hội chợ Tết do Tổng hội Sinh viên Việt Nam Miền Nam California tổ chức.

Sau 1975, nhiều trí thức, nghệ sĩ, nhà văn từ miền Nam Việt Nam rời Việt Nam qua Mỹ và cho ra đời các tác phẩm văn học hoài niệm quá khứ, bộc bạch cảm giác tội lỗi với thân nhân còn mắc kẹt ở Việt Nam và cảm tưởng tha hương nơi xứ người. Các nhà văn cũng chỉ trích các giá trị trong văn hóa Mỹ như lối sống bon chen vật chất và các giá trị đạo đức xã hội.  Năm 1977 đánh dấu sự xuất hiện của thuyền nhân qua Mỹ tị nạn. Cũng kể từ đây, văn học Việt ngữ bước sang trang mới: nói lên sự cuồng nộ và thống khổ của người tị nạn. Những nhà văn của giai đoạn này có mục đích tư tưởng rõ rệt: đi tìm tự do và kể cho thế giới biết về một "Việt Nam đầy máu và nước mắt".  Bên lĩnh vực âm nhạc và nghệ thuật cũng đầy tiếng nói đau thương và giận dữ của các thuyền nhân.  Hàng trăm tạp chí, sách báo với các bài viết và bài văn được xuất bản bằng tiếng Việt để báo động thế giới về thảm cảnh của các thuyền nhân, khắc họa Việt Nam là một đất nước u ám và là một địa ngục trần gian.
Trong lĩnh vực âm nhạc, nghệ thuật, người Việt đã bắt đầu xây dựng hệ thống truyền thông, giải trí ngay từ những ngày đầu định cư trên đất Mỹ. Ban đầu các nghệ sĩ tị nạn phân phối các băng đĩa ca nhạc với nội dung kể về cuộc sống tị nạn, cật lực chỉ trích chính quyền Cộng sản Việt Nam, còn giai điệu có tác dụng đưa thính giả về thời bình. Không giống với các dân tộc nhập cư tkhác, người Việt tha hương kiên quyết cự tuyệt các văn hóa phẩm xuất xứ từ quê hương Việt Nam cộng sản. Ban đầu, người Việt tại Mỹ xem phim bộ Hồng Kông và Đài Loan lồng tiếng để phục vụ nhu cầu giải trí.  Bắt đầu từ thập niên 1980 và 1990, chương trình ca vũ nhạc Paris by Night của Trung tâm Thúy Nga đã trở thành một cầu nối giữa các cộng đồng người Việt trên thế giới. Những tập đầu nói về trải nghiệm của người tha hương, như Giã Biệt Sài Gòn, Giọt Nước Mắt Cho Việt Nam, Nước Non Ngàn Dặm Ra Đi, lấy nội dung chống cộng để thu hút khán giả.  Sau này, khán giả có nhu cầu hòa nhập vào xã hội Hoa Kỳ, thị hiếu cũng thay đổi nên chương trình tiết chế lại nội dung chính trị và chuyển sang phản ánh các trào lưu văn hóa Mỹ.  Sau sự thành công của Paris by Night, nhiều chương trình tương tự nhanh chóng xuất hiện trên thị trường, như các video của Trung tâm Asia, Vân Sơn, và Hollywood Night.  Đến năm 2008, Little Saigon ở Quận Cam, California đã trở thành  trung tâm sản xuất âm nhạc Việt lớn nhất thế giới, với thị trường lớn hơn cả Việt Nam gấp 10 lần.
Các thể loại âm nhạc Việt Nam biểu diễn tại Mỹ gồm có dân ca, cải lương, đơn ca tài tử, tân nhạc,... tựu trung là nhạc miền Nam vì hầu hết người Việt tại Hoa Kỳ đều đến từ miền Nam. Các soạn giả cũng sáng tác nhiều vở cải lương mới, và nhiều gánh hát cải lương lưu diễn khắp nước Mỹ. Tại các cộng đồng gốc Việt lớn mạnh, tân nhạc chiếm lĩnh thị trường sản xuất và tiêu thụ.
Từ năm 1991, Hội Văn Học Nghệ Thuật Việt Mỹ (VAALA, Vietnamese American Arts & Letters Association) hoạt động với mục đích hỗ trợ các nghệ sĩ gốc Đông Nam Á, đặc biệt chú trọng tới văn học và nghệ thuật Việt Nam.  Từ năm 2003, hằng năm VAALA đều tổ chức Đại hội Điện ảnh Việt Nam quốc tế nhằm công chiếu các tác phẩm điện ảnh của các nghệ sĩ gốc Việt hay về đề tài Việt Nam.
Ngoài ra, một số nhà văn người Mỹ gốc Việt đã gặt hái thành công nhất định trong văn đàn Mỹ, chủ yếu với các tác phẩm tiếng Anh miêu tả trải nghiệm của người Việt trên đất Mỹ, trong đó có Nguyễn Thanh Việt đoạt giải Pulitzer cho tác phẩm hư cấu, nhà thơ Ocean Vương từng nhận "Giải thiên tài" MacArthur Fellowship, ký giả Andrew Lâm, nhà văn Phùng Thị Lệ Lý, và nhà văn kiêm họa sĩ Trung Le Nguyen.  Dù sáng tác bằng tiếng Anh, các tác giả này đôi khi sử dụng nguyên văn từ vựng tiếng Việt, đồng thời nhấn mạnh rằng ngôn ngữ mẹ đẻ đã ảnh hưởng đến lối hành văn và diễn đạt trong các tác phẩm của mình.

### Thương mại

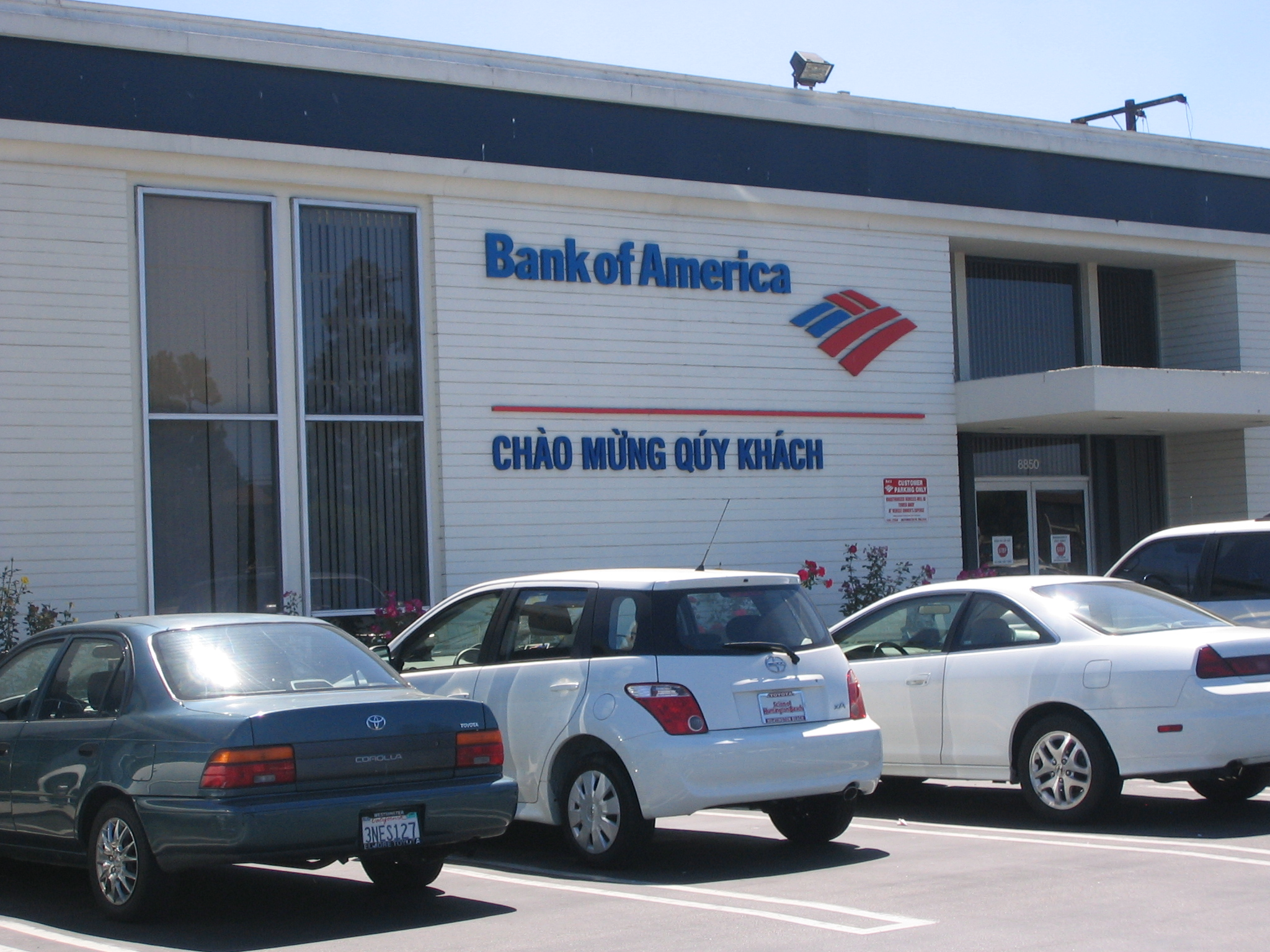
Lời chào tiếng Việt trên mặt tiền một chi nhánh ngân hàng Bank of America

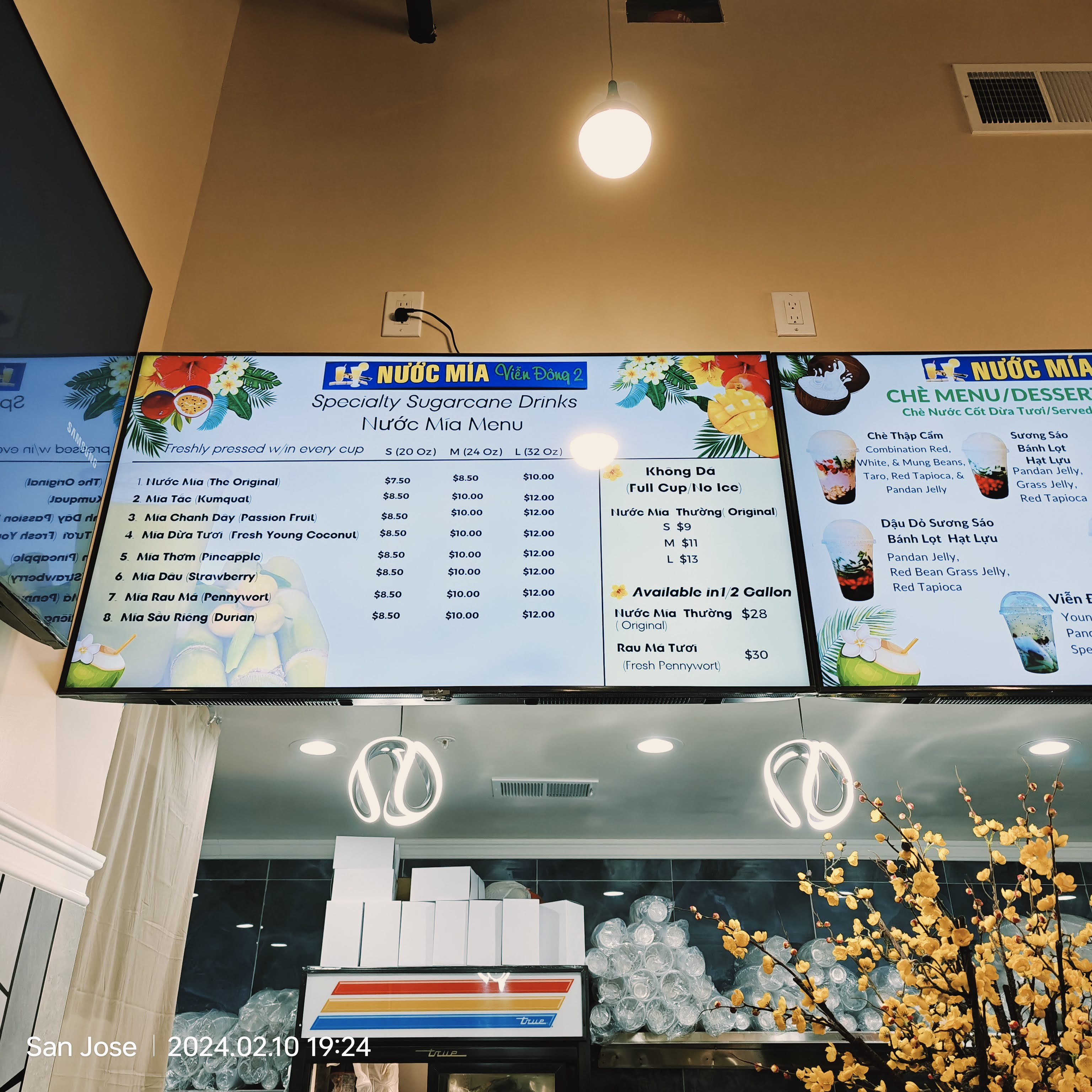
Menu song ngữ trong một cửa hàng người Việt

Tiếng Việt hiện diện mọi nơi tại Little Saigon thuộc Quận Cam, California: trên các bảng hiệu trước các văn phòng, cửa hàng, nghĩa trang và ngay cả trên các bảng quảng cáo cho các công ty lớn như Toyota và McDonald's, hay trên các quảng cáo trên xe buýt. Nhiều cơ sở thương mại do người Việt làm chủ phục vụ khách hàng là người Việt nên sử dụng tiếng Việt. Trong một cuộc khảo sát trong cộng đồng người Mỹ gốc Việt tại Vùng Đại Los Angeles, hơn 50% người thuộc thế hệ thứ nhất cho biết họ sử dụng tiếng Việt tại nơi làm việc, còn tỷ lệ cho thế hệ 1,5 là 25–30% và thế hệ thứ hai là 50%.
Người Việt có nhiều ảnh hưởng trong nghề làm móng tại Hoa Kỳ. Năm 1987, Hoa Kỳ có 3.900 thợ người Việt. Con số này tăng lên thành 39.600 thợ vào năm 2002, tương ứng với khoảng 40% số thợ cả nước. California có khoảng 59–80% thợ người Việt, và học viên có thể thi lấy chứng chỉ hành nghề bằng tiếng Việt. Tại các thành phố đông người Việt, thậm chí còn có các lớp dạy nghề bằng tiếng Việt cho người mới nhập cư. Trong một cuộc khảo sát năm 2007 tại các tiệm người Việt, 70% thợ người Việt trình bày mong muốn đọc các ấn phẩm bằng tiếng Việt. Hệ thống hỗ trợ bằng tiếng Việt càng thúc đẩy thêm nhiều người Việt vào nghề này.
Tại nhiều địa phương tại Hoa Kỳ, các tiểu thương người Mỹ gốc Việt đã lập nên Phòng Thương mại Việt Mỹ (Vietnamese American Chamber of Commerce) nhằm tương trợ lẫn nhau và hướng dẫn cách làm ăn tại Việt Nam cũng như đưa nguồn đầu tư từ Việt Nam vào cách doanh nghiệp của người Mỹ gốc Việt. Tại San Jose, Trung tâm Phát triển Doanh nghiệp Nhỏ Thung lũng Silicon (Silicon Valley Small Business Development Center) cũng mở một văn phòng nhằm phục vụ các tiểu thương trong khu vực bằng tiếng Việt để hướng dẫn họ các thủ tục thành lập doanh nghiệp.

### Hành chính
Là một trong số những ngôn ngữ chính của người nhập cư, tiếng Việt được sử dụng trong hệ thống hành chính Hoa Kỳ, đặc biệt là trong các lĩnh vực liên quan đến vấn đề nhập cư. Trong hệ thống chính quyền liên bang, sau cuộc Thống kê dân số năm 2000, tiếng Việt trở thành một trong 6 ngôn ngữ cho các mẫu đơn hành chính. Sau Đạo luật Về Quyền Bỏ phiếu năm 1965 bổ sung năm 2006, các chính quyền tiểu bang và đơn vị bầu cử phải phát hành tài liệu bằng ngôn ngữ thiểu số nếu sắc tộc đó chiếm hơn 5% tổng số công dân đủ tuổi của đơn vị, hoặc có hơn 10.000 công dân đủ tuổi, và họ "không đủ trình độ tiếng Anh để tham gia quá trình bầu cử". Theo luật này, đến năm 2021 đã có 12 đơn vị bầu cử toàn quốc phải phát tài liệu bầu cử bằng tiếng Việt (6 quận ở California, một thành phố ở Massachusetts, 3 quận ở Texas, một quận ở Virginia và một quận ở Washington). Ngoài ra, nhiều cơ quan liên bang còn in ấn nhiều tài liệu tiếng Việt để phục vụ các công dân không thạo tiếng Anh, như Sở Thuế Vụ.
| Tiểu bang     | Đơn vị hành chính                                                      |
| ------------- | ---------------------------------------------------------------------- |
| California    | Quận: Alameda, Los Angeles, Orange, Sacramento, San Diego, Santa Clara |
| Massachusetts | Thành phố: Randolph                                                    |
| Texas         | Quận: Dallas, Harris, Tarrant                                          |
| Virginia      | Quận: Fairfax                                                          |
| Washington    | Quận: King                                                             |

Tại cấp tiểu bang, hầu hết các nha lộ vận đều có tài liệu tham khảo bằng tiếng Việt và một vài còn cho phép thí sinh thi một phần bằng tiếng Việt. Ở California, theo Đạo luật Dịch vụ Song ngữ Dymally–Alatorre (Dymally–Alatorre Bilingual Services Act), nếu có ít nhất 5% công dân sử dụng ngôn ngữ nào thì các cơ quan chính phủ có tài liệu bằng ngôn ngữ đó, trong đó luôn có tiếng Việt.
Ở cấp địa phương, nhiều khu vực có đông người Việt sẽ có các chương trình hỗ trợ người dân bằng tiếng Việt. Ở San Jose, Trung Tâm Phục Vụ Việt Mỹ (VASC, Vietnamese American Service Center) được khánh thành năm 2022 với mục đích phục vụ cộng đồng người Việt trong việc tương tác với chính quyền. Một số cơ quan địa phương có thể không có sẵn tài liệu tiếng Việt, nhưng nhân viên sẽ dịch khi có khách yêu cầu, chẳng hạn như qua điện thoại.

### Y tế

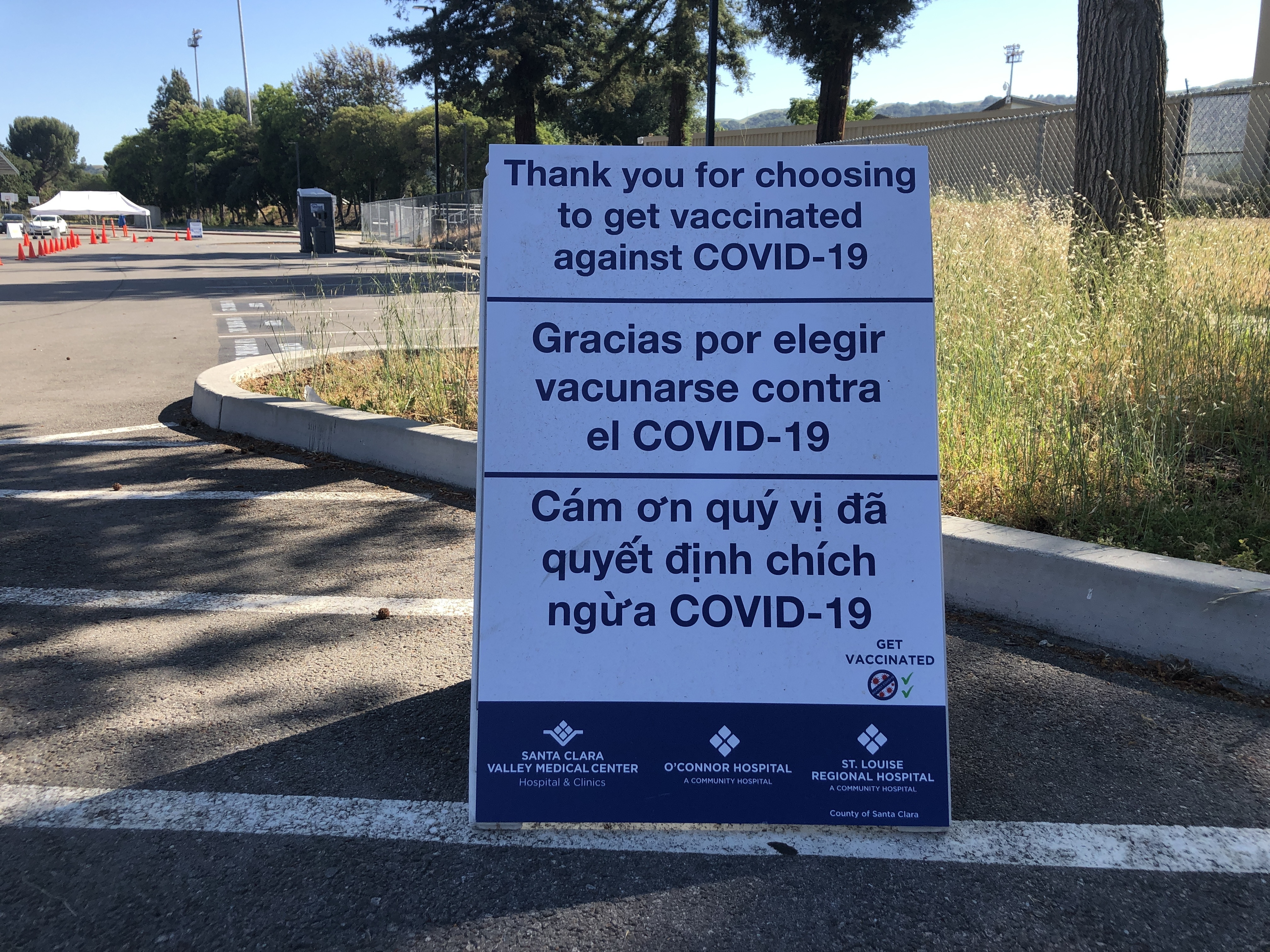
Bảng chỉ dẫn tại nơi chích ngừa COVID-19

Hệ thống y tế phục vụ các bệnh nhân chỉ giao tiếp được bằng tiếng Việt thông qua thông dịch viên. Tuy nhiên, khi Đạo luật Bảo vệ Bệnh nhân và Chăm sóc Sức khỏe Hợp túi tiền (Obamacare) bắt đầu có hiệu lực tại California, cả tiểu bang này chỉ có 9 thông dịch viên y tế có chứng chỉ hành nghề phục vụ 282.000 người gốc Việt không giỏi tiếng Anh. Do vậy, đôi khi bệnh viện phải thuê cả thông dịch viên không chính thức để phổ biến các thông tin quan trọng.

### Tôn giáo
Tại một số khu đông người Mỹ gốc Việt, các giáo xứ Công giáo có thánh lễ bằng tiếng Việt. Tính đến 2008, Giáo phận Orange tại miền Nam California dâng lễ bằng tiếng Việt mỗi tuần 53 lần tại 14 giáo xứ. Các buổi lễ này có lúc pha lẫn tiếng Anh để thu hút giới trẻ. Để bảo tồn ngôn ngữ, nhiều giáo xứ mở lớp dạy ngôn ngữ và giáo lý bằng tiếng Việt, và các tổ chức Công giáo tại Hoa Kỳ cũng xuất bản nhiều tờ báo và tạp chí.

## Giáo dục
Các nhà nghiên cứu tìm thấy một mối liên hệ giữa khả năng sử dụng tiếng Việt và học lực ở các học sinh gốc Việt. Một cuộc khảo sát năm 1995 với học sinh trung học người Việt ở New Orleans cho thấy học sinh trình độ tiếng Việt cao hơn sẽ có thành tích học tập tốt hơn dù trên trường chỉ dùng tiếng Anh. Theo các nhà nghiên cứu Bankston và Zhou, học sinh có năng lực tiếng Việt tốt sẽ cảm giác mình là người Việt một cách sâu sắc hơn và gắn kết hơn với người lớn người Việt. Mối liên kết này tạo ra một hệ thống tương trợ, giúp đỡ lẫn nhau giữa các thế hệ sinh viên, góp phần nâng cao thành tích học tập. Các nghiên cứu này cho thấy nếu phụ huynh cho con đi học tiếng Việt thì chẳng những sẽ giúp cải thiện kỹ năng tiếng Việt mà còn sẽ tăng thành tích học tập.

### Trường Việt ngữ cộng đồng
Các trường Việt ngữ cộng đồng bắt đầu xuất hiện từ cuối thập niên 1970. Các lớp học thường được tổ chức tại các nhà thờ, chùa chiền và các địa điểm khác vào những ngày cuối tuần. Giáo viên đứng lớp thường là tình nguyện viên, và trường thường miễn học phí hoặc thu một mức học phí rất thấp.
Trong năm 1998, tại miền Nam California đã có 8.000 học sinh ghi danh học tại 55 trường Việt ngữ cộng đồng. Theo một cuộc khảo sát của chính phủ Việt Nam, vào năm 2009 thì tại nước Mỹ đã có hơn 200 cơ sở, trung tâm dạy tiếng Việt, mỗi trung tâm có từ 100–1.000 học sinh. Riêng California có 16.000 học sinh học tại 86–90 trung tâm, với khoảng 1.600 giáo viên tham gia giảng dạy. Ban Đại Diện Các Trung Tâm Việt Ngữ Nam California, nay là Liên Hiệp Các Trường Việt Ngữ Hải Ngoại (TAVIET) đại diện cho hơn 100 trường Việt ngữ ở miền Nam California. Các trường phối hợp để thống nhất phương pháp giảng dạy, in sách vở thay vì sử dụng sách giáo khoa từ Việt Nam. Các bộ sách do TAVIET biên soạn gồm có cuốn "Sổ Tay Chính Tả", tám cuốn "Giáo Khoa Việt Ngữ" cho lớp mẫu giáo đến lớp 7 và bộ "Sử Việt Bằng Tranh" gồm năm tập.  Bộ sách giáo khoa của TAVIET đã được một số học khu tại California sử dụng để giảng dạy trong chương trình song ngữ Anh-Việt. Ngoài ra, Trung Tâm Tài Liệu Quốc Gia về Ngôn Ngữ Châu Á (NRCAL) tại Đại học Tiểu bang California tại Fullerton cũng soạn tài liệu dựa theo trải nghiệm của người Mỹ gốc Việt, tế nhị hơn và đáp ứng nhu cầu của cộng đồng.
Trong một cuộc khảo sát trong cộng đồng người Mỹ gốc Việt ở miền Nam California, tuy chỉ có 25% người Việt thế hệ thứ nhất gửi con em vào các trường Việt ngữ nhưng con số này đã lên đến 50% ở thế hệ 1.5 và thế hệ thứ hai.

### Trường chính quy

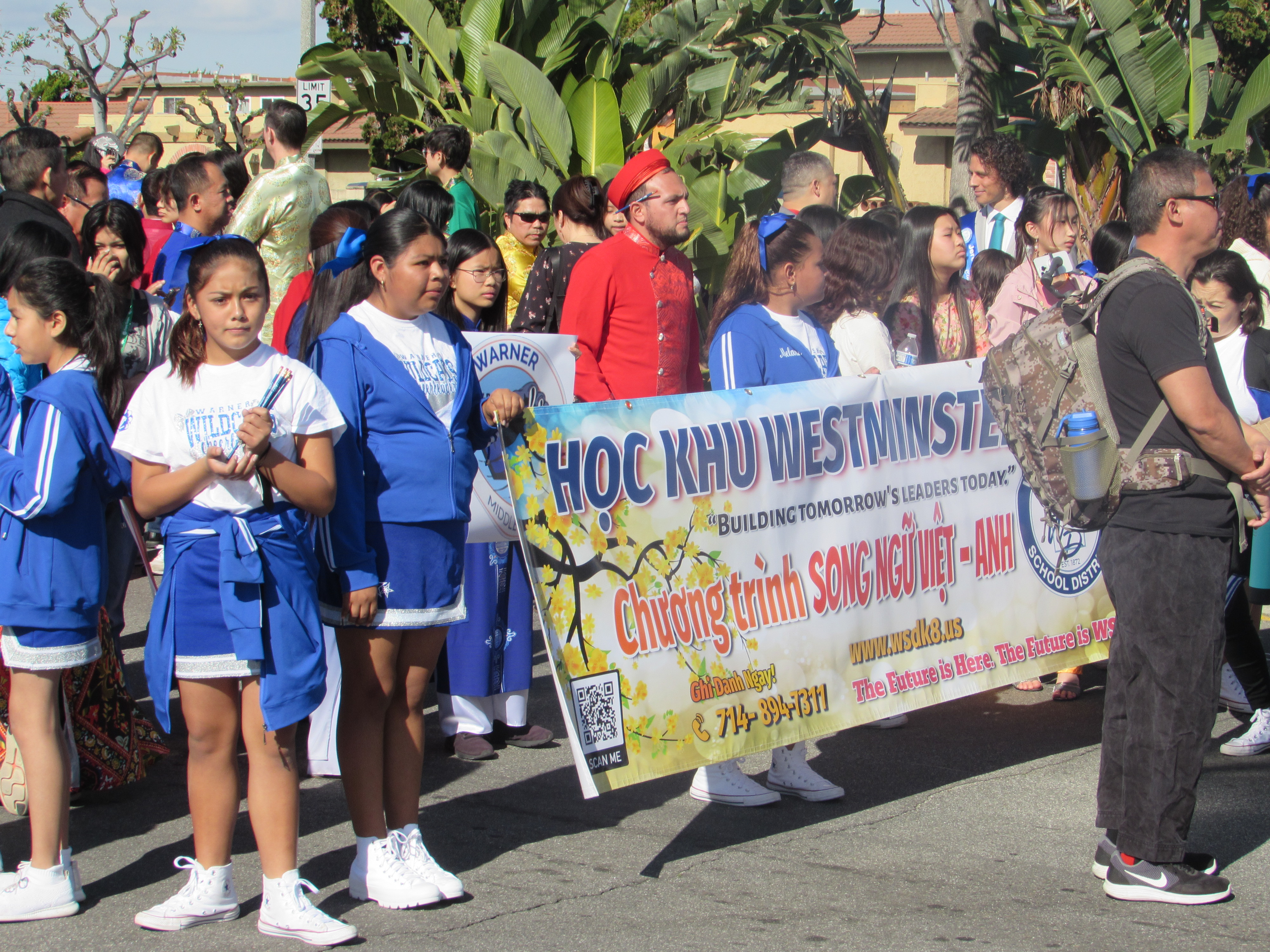
Học sinh và giáo viên chương trình song ngữ Việt-Anh thuộc Học khu Westminster diễn hành nhân dịp Tết năm 2023.

Từ năm 1988, cử tri thông qua một đạo luật bắt các trường chỉ được dạy bằng tiếng Anh khiến việc dạy họ song ngữ tại California trở nên nan giải. Mãi đến năm 2016, đạo luật này được bãi bỏ thì các chương trình song ngữ mới được phát triển mạnh. Nhiều lớp song ngữ ở cấp tiểu học mọc lên ở một số học khu ở những nơi có nhiều người Việt sinh sống. Đến năm học 2016–2017, có bốn học khu toàn quốc dạy song ngữ: học khu Westminster ở California, học khu Austin ở Texas, học khu Portland ở Oregon, và học khu Highline ở Quận King, Washington. Tại Austin, năm 2015, giới chức cũng cân nhắc mở thêm lớp cho học sinh trung học cơ sở và trung học phổ thông. Học sinh các chương trình này chủ yếu là người Việt, nhưng cũng có học sinh từ các sắc tộc khác ghi danh. Học khu ở Westminster phối hợp với Đại học Tiểu bang California tại Fullerton để thiết kế chương trình giảng dạy. Đến năm 2021, các chương trình này lan rộng sang các khu vực khác, đặc biệt là hai khu vực đông người Việt nhất là San Jose (các học khu Alum Rock và Franklin–McKinley) và Quận Cam thuộc California. Tại Quận Cam thậm chí còn có lớp dạy tiếng Việt cho học sinh từ bậc mẫu giáo đến hết phổ thông cũng như có lớp song ngữ từ bậc tiểu học đến hết phổ thông.
Ở cấp đại học, một số trường có lớp dạy tiếng Việt và đôi khi cũng dạy lịch sử, văn học, và văn hóa Việt Nam. Việc đưa tiếng Việt vào chương trình đại học đã thành công tại nhiều nơi như Đại học Harvard, Đại học Tiểu bang Michigan, Đại học Cornell, Đại học Texas tại Austin, Đại học California tại Berkeley, Đại học California tại Los Angeles, Đại học Tiểu bang Arizona, Đại học Colorado. Tại Đại học California tại San Diego từng diễn ra tình trạng thiếu hụt ngân sách khiến cho bộ môn tiếng Việt có nguy cơ bị xóa sổ. Cuối cùng, bộ môn này vẫn được giữ nhờ tiền quyên góp và vận động từ cộng đồng. Ngoài ra, hàng năm Đại học Tiểu bang California tại Long Beach đào tạo ra hơn 300 giáo viên  dạy môn tiếng Việt.

### Vai trò của chính phủ Việt Nam
Trong một cuộc phỏng vấn với báo VnExpress năm 2004, bà Tôn Nữ Thị Ninh, Phó chủ nhiệm Ủy ban Đối ngoại của Quốc hội Việt Nam, bình luận về việc "có những cá nhân, tổ chức dạy tiếng Việt cho người Việt ở nước ngoài, chứ không phải chờ đề án của nhà nước":
| “                       | Nếu nhà nước mình không tạo điều kiện dạy tiếng Việt cho người Việt ở nước ngoài thì xảy ra hai việc. Thứ nhất là những thế hệ sau này sẽ mất gốc Việt Nam hoàn toàn, không biết gì về văn hóa, ngôn ngữ nơi họ sinh ra. Thứ hai hiện giờ ở nhiều nơi, các phần tử phản động cũng tổ chức lớp tiếng Việt. Một số cha mẹ Việt kiều muốn con mình đừng quên tiếng Việt đành nhắm mắt để con đi học những lớp dạy tiếng Việt và bị lồng cả chính trị vào. Nói cách khác, đất trống nhà nước mình không xuất hiện, mà bỏ ngỏ thì thế hệ thứ hai và con nuôi người Việt sẽ không biết gì về Việt Nam, hoặc có thể đến với những tổ chức phản động. | ” |
| — Tôn Nữ Thị Ninh, 2004 | |   |

Trong nhiều năm, chính phủ Việt Nam đã có nhiều đề xuất đưa giáo viên ra hải ngoại để dạy tiếng Việt; vào năm 2004 Bộ Chính trị đã có dự án chi ra khoảng 500.000 USD để thực hiện điều này.  Dự án nhằm nghiên cứu tình trạng giảng dạy tiếng Việt tại các cộng đồng hải ngoại và biên soạn giáo trình, in ấn sách vở, và tổ chức các lớp học trong cộng đồng.  Có báo cáo cho rằng dự án khó khả thi, vì các lớp học do chính quyền Việt Nam đài thọ sẽ lập tức bị tẩy chay và phản đối ở phương Tây. Chính quyền liên lạc với người Việt làm việc trong lĩnh vực giáo dục ở nước ngoài, đề nghị hỗ trợ tài chính và các lĩnh vực khác để biên soạn giáo trình và tổ chức lớp học. Mục đích là để xuất bản các tài liệu dạy học "trung lập" để "cập nhật" tiếng Việt "lỗi thời" của các cộng đồng hải ngoại, giúp các lớp học được bài bản hơn, và tạo ra một diễn đàn phi chính trị, điều mà các lớp học cộng đồng ở hải ngoại không làm được.  Tuy nhiên, không dễ để các cộng đồng hải ngoại chấp nhận tài liệu do chính quyền Việt Nam tài trợ nên việc này chỉ khả thi qua các phương tiện điện tử (Internet và truyền hình vệ tinh).
Năm 2010, Mỹ là một trong 6 nước thí điểm để chính phủ Việt Nam thực hiện dự án dạy tiếng Việt cho người nước ngoài.  Nhân dịp này, đại diện của chính phủ cho rằng một thách thức đối với "những người đang tham gia vào công cuộc giữ gìn tiếng Việt cho các thế hệ người Việt Nam ở nước ngoài" là "sự tranh giành ảnh hưởng giữa các cơ sở dạy tiếng Việt ở bên ngoài".
Từ năm 2005, chính phủ Việt Nam đã bắt đầu biên soạn giáo trình để dạy tiếng Việt cho người Việt ở nước ngoài.  Đến năm 2016, Bộ Giáo dục và Đào tạo đã cho tái bản hai bộ sách Tiếng Việt vui và Quê Việt cho mục đích này.
Cộng đồng người Mỹ gốc Việt phản đối gay gắt tài liệu từ chính quyền Việt Nam. Một số lý do bao gồm: không phù hợp với học sinh gốc Việt, và không giải thích được vì sao người Việt phải bỏ nước ra đi trong khi nhiều phụ huynh muốn con em phải hiểu điều này.  Năm 2015, thị trưởng thành phố Westminster Tạ Đức Trí lên tiếng báo động về một quyển sách giáo khoa phổ biến ở các trường công vì chứa những cụm từ như "đăng ký hộ khẩu", "đăng ký kết hôn", tem in hình cờ đỏ sao vàng, gọi đây là bằng chứng của việc "dùng tài liệu Cộng sản để dạy tiếng Việt."

## Hỗ trợ trên máy tính
Trong những năm đầu, những người sử dụng tiếng Việt trên các diễn đàn Internet dùng quy ước VIQR để đánh tiếng Việt dùng bảng mã ASCII với bàn phím tiêu chuẩn tiếng Anh ở Mỹ vốn không có thanh điệu. Từ năm 1989, Nhóm Tiêu chuẩn hóa Tiếng Việt (Viet-Std Group) được thành lập để phối hợp với các tổ chức tiêu chuẩn hóa quốc tế để tiêu chuẩn hóa các bảng mã tiếng Việt. Tổ chức đề xuất tiêu chuẩn VISCII để hỗ trợ xử lý tiếng Việt có dấu thanh.  Một nhóm phi lợi nhuận khác là TriChlor Software, đã phát triển nhu liệu giúp xử lý và hiển thị tiếng Việt trên điện toán.  Đồng thời, một số tổ chức khác như VNI và Hội Chuyên gia Việt Nam cũng đưa ra các tiêu chuẩn và nhu liệu nhằm hỗ trợ tiếng Việt.  Với quá nhiều tiêu chuẩn cạnh tranh nhau, việc hỗ trợ tiếng Việt trên máy tính trở nên phức tạp cho đến khi tiêu chuẩn Unicode được bắt đầu sử dụng rộng rãi.  Vì lý do chính trị, tiêu chuẩn TCVN của nhà nước Việt Nam không được sử dụng rộng rãi bên ngoài lãnh thổ này.
Năm 1999, Ngô Thanh Nhàn, Đỗ Bá Phước và John Balaban thành lập Hội Bảo tồn Di sản chữ Nôm nhằm bảo tồn và phổ biến chữ Nôm. Tổ chức đã góp phần số hóa và chia sẻ các tác phẩm bằng chữ Nôm trên mạng. Tổ chức giải thể năm 2018 sau khi cho rằng mục đích ban đầu đã đạt được.

## Đặc điểm

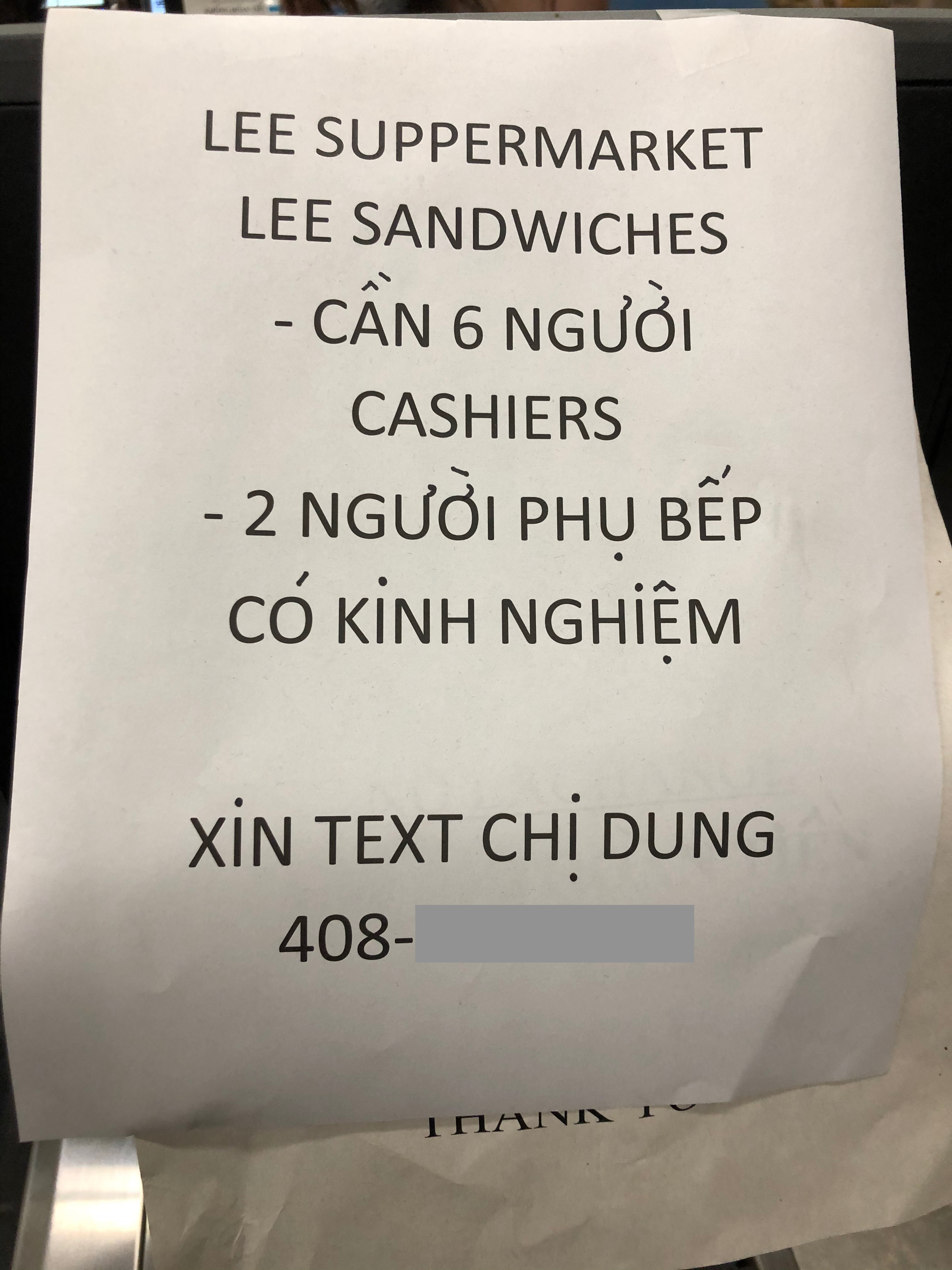
Thông báo tiếng Việt tuyển dụng nhân viên siêu thị Lee's Supermarket chêm nhiều từ tiếng Anh ("cashiers" thay vì "thu ngân" và "text" thay vì "nhắn tin")

Sau nhiều năm không tiếp xúc với tiếng Việt trong nước, tiếng Việt ở Hoa Kỳ có một số khác biệt. Sau khi khảo sát một số trang web chủ yếu được xuất bản ở Hoa Kỳ, tác giả Đào Mục Đích tại Đại học Quốc gia Thành phố Hồ Chí Minh nhận thấy tiếng Việt ở hải ngoại chịu nhiều ảnh hưởng từ tiếng Anh, và có một số khác biệt về chính tả, từ vựng với tiếng Việt phát triển tại Việt Nam.

### Ảnh hưởng từ tiếng Anh
Sinh sống trong môi trường tiếng Anh và thông thạo tiếng Anh nên trong đời sống hàng ngày, nhiều người chèn các từ tiếng Anh vào các câu tiếng Việt. Đào Mục Đích cho rằng tiếng Việt hải ngoại chịu ảnh hưởng khá nhiều từ tiếng Anh, có những từ dường như dịch từ tiếng Anh sang nên xa lạ với cách diễn đạt trong nước, hiện tượng dùng Anh-Việt xen kẽ trong các ấn phẩm báo chí, đặc biệt là trong lĩnh vực quảng cáo.  Về cú pháp, tác giả cũng nêu ra một số cách diễn đạt chịu ảnh hưởng từ tiếng Anh, như cấu trúc "bị/được bởi/do/nhờ" xuất hiện với tần suất cao trong khi ở Việt Nam thì hạn chế hạn chế hơn vì còn có nhiều tranh cãi.
Đối với những người coi tiếng Anh là ngôn ngữ chính và chỉ dùng  tiếng Việt ở nhà (ngôn ngữ di sản), tiếng Việt của họ có những đặc điểm của tiếng Anh như: dùng từ khái quát tương ứng với một từ tiếng Anh thay vì dùng từ đặc tả cụ thể hơn (carry – mang, vác, khiêng, bồng bế, xách, bưng; wear – mặc, mang, đeo, đội), sử dụng các loại từ đơn giản (cái) hay không sử dụng loại từ, không sử dụng từ láy, hoặc sử dụng các đại từ nhân xưng đơn giản (con).

### Khác biệt với tiếng Việt tại Việt Nam
Sau 1975, tiếng Việt tại Việt Nam được chuẩn hóa qua sự giao thoa giữa các ngôn ngữ vùng miền; còn tiếng Việt tại hải ngoại vẫn sử dụng ngữ âm và từ vựng miền Nam trước 1975. Ở Hoa Kỳ, dù tiếng Việt cũng có ba phương ngữ Bắc, Trung, Nam rõ ràng nhưng phương ngữ miền Bắc chịu nhiều ảnh hưởng về ngữ âm từ các phương ngữ miền Nam và miền Trung do quá trình di cư trong khoảng thời gian 1954 đến 1975. Giọng tiếng Việt miền Bắc tại Hoa Kỳ không lẫn lộn các phụ âm đầu l và n và không phát âm các phụ âm r, d, và gi như ở Việt Nam. Phương ngữ miền Nam (Sài Gòn) vẫn là phương ngữ tiêu chuẩn và áp đảo trong cộng đồng người Mỹ gốc Việt, trong khi tại Việt Nam thì phương ngữ miền Bắc (Hà Nội) có vị trí áp đảo và được xem là phương ngữ chuẩn. Tại Hoa Kỳ,  khi chưa công khai lập trường chính trị, người nói giọng Bắc đôi khi sẽ bị coi thường, dè bỉu và bị nghi là thân cộng.
| Tiếng Việt hải ngoại | Tiếng Việt tại Việt Nam | Ví dụ                                        |
| -------------------- | ----------------------- | -------------------------------------------- |
| -anh                 | -inh                    | tài chánh – tài chính, chánh trị – chính trị |
| -inh                 | -ênh                    | binh vực – bênh vực, bịnh viện – bệnh viện   |
| -ơn                  | -ân                     | cổ nhơn – cổ nhân, nhơn dịp – nhân dịp       |
| -ưt                  | -ât                     | nhứt định – nhất định, chủ nhựt – chủ nhật   |
| -o                   | -u                      | võ lực – vũ lực, cổ võ – cổ vũ               |
| -âu                  | -u                      | tịch thâu – tịch thu, thâu video – thu video |

Theo Đào Mục Đích, tiếng Việt hải ngoại sử dụng nhiều từ Hán-Việt trong các danh từ nói chung và tên địa danh nói riêng (ví dụ Á Căn Đình, A Phú Hãn, Phi Luật Tân, Tô Cách Lan), trong khi ở Việt Nam không còn dùng nữa hoặc đã chuyển sang các từ thuần Việt (ví dụ điều giải – hòa giải, đệ nhị thế chiến – chiến tranh thế giới thứ hai, túc cầu – bóng đá) hay vay trực tiếp từ tên nước ngoài (ví dụ sinh tố – vitamin, phụ hệ di truyền thể – DNA, Mỹ kim – đô la Mỹ). Tiếng Việt hải ngoại còn có xu hướng tạo các từ ghép mới từ các yếu tố gốc Hán, ông cho rằng xu hướng này cũng giống với báo chí trong nước.  Ông cũng chỉ ra một số cách sử dụng từ mà ông cho là thiếu chính xác, không đúng ngữ cảnh.
Ngược lại, những nhà hoạt động trong cộng đồng người Mỹ gốc Việt như nhà báo Trần Phong Vũ cho rằng tiếng Việt trong nước có nhiều từ mới dùng sai so với nghĩa gốc, chẳng hạn từ "vô tư" vốn không hề mang nghĩa "như một thái độ tự nhiên". Ông cho rằng có nhiều phát triển mới trong tiếng Việt trong nước có xu hướng "đi ngược lại đạo lý" và "truyền thống khiêm tốn" của người Việt, những từ "đao to búa lớn" vô nghĩa lại phổ biến rộng rãi, nhưng đồng thời cũng có một số sáng tạo khéo léo và khôn ngoan có thể chấp nhận được.  Năm 2018, Viện Nghiên cứu Lịch sử và Văn hoá Việt Nam tổ chức Hội nghị Thống nhất Chính tả tiếng Việt nhằm thống nhất chính tả tiếng Việt tại Hoa Kỳ, thu hút nhiều nhà văn và nhân sĩ gốc Việt.  Các tham dự viên biểu quyết và đồng thuận giữ nguyên bảng chữ cái tiếng Việt gồm 23 ký tự (không thêm chữ f hay j), đánh dấu trên âm chính (theo ngữ âm học), không hủy bỏ sử dụng chữ "i" hay "y", và sử dụng từ Hán-Việt sao cho đúng ý nghĩa và đúng chỗ (hội nghị cho rằng các từ như "liên hệ", "hoành tráng", "triển khai/khai triển", "đảm bảo/bảo đảm" đang bị sử dụng bừa bãi).

## Thách thức
Việc sử dụng tiếng Việt ở nơi công cộng cũng tạo ra một số tranh cãi. Năm 2008, tại Trường Trung học Ellender ở thành phố Houma, Louisiana, sau khi hai đồng thủ khoa người Mỹ gốc Việt nói một câu tiếng Việt để tri ân gia đình trong bài diễn văn tốt nghiệp, khu học chánh Quận Terrebone đã đề xuất quy định cấm sử dụng ngoại ngữ trong các buổi lễ này. Sau này, hội đồng giáo dục của khu học chánh đã rút lại vì bị Liên đoàn Tự do Dân sự Mỹ, Hội đồng Phát triển Tiếng Pháp tại Louisiana (CODOFIL), và những phụ huynh Mỹ gốc Việt tại Louisiana và Texas phản đối.

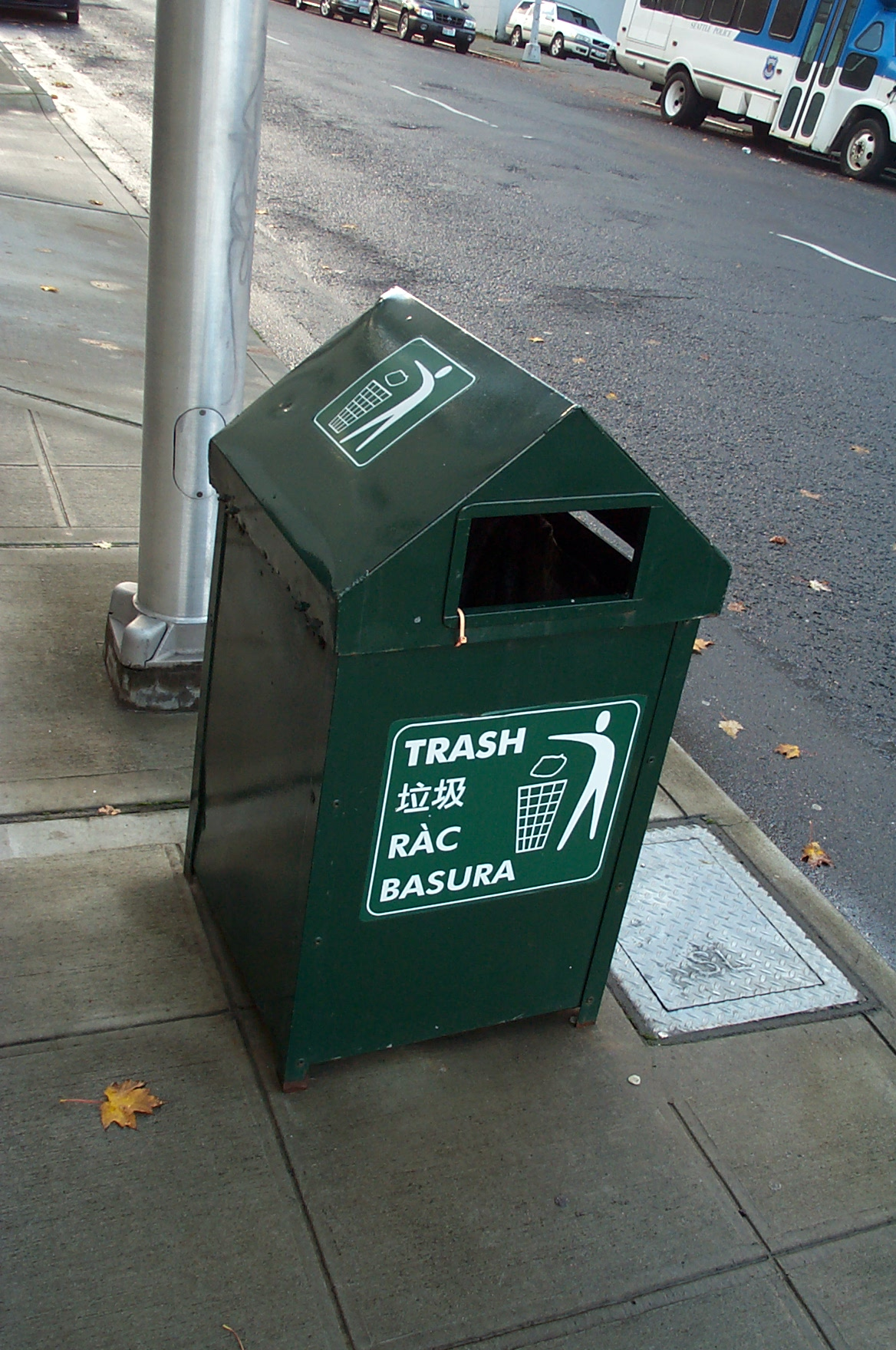
Một thùng rác sai chính tả tiếng Việt tại Seattle (ràc thay vì rác)

Có những từ xuất hiện sau năm 1975 bị nghi ngờ là "cộng sản" hoặc đặc trưng đến đời sống dưới chế độ này. Khi dịch tài liệu sang tiếng Việt, vô tình sử dụng các từ đó có thể gợi lại quá khứ đau thương cho người đọc, gây phản cảm. Ví dụ, người Mỹ gốc Việt dùng từ "ghi danh" thay vì "đăng ký" và "thống kê dân số" thay vì "điều tra dân số". Đã có trường hợp bản dịch tiếng Việt của các cơ quan chính phủ Mỹ khiến nhiều người sợ tham gia các chương trình của chính phủ, chẳng hạn đi bầu cử hoặc trả lời Thống kê Dân số Hoa Kỳ. Năm 2010, sau vụ tràn dầu Deepwater Horizon, nhiều người dân đánh cá tại Louisiana không dám đòi bồi thường thiệt hại vì các thông dịch viên của BP đều đến từ Việt Nam và dùng "thuật ngữ cộng sản". Năm 2018, một bảng quảng cáo chuyến bay về Việt Nam của hãng hàng không ANA gây phẫn nộ ở San Jose vì gọi thành phố lớn nhất Việt Nam là Thành phố Hồ Chí Minh trong bản tiếng Anh thay vì tên cũ là Sài Gòn như trong phiên bản tiếng Việt; quảng cáo này sau đó nhanh chóng được gỡ bỏ. Ngoài ra, nhiều bản dịch của cơ quan chính phủ khiến người đọc hiểu nhầm vì dịch sát nghĩa, chẳng hạn, trong tài liệu tiếng Việt hướng dẫn về Đạo luật Bảo vệ Bệnh nhân và Chăm sóc Sức khỏe Hợp túi tiền (Obamacare), "insurance marketplace" bị dịch thành "sàn giao dịch bảo hiểm".
Tại nhiều lớp tiếng Việt ở bậc đại học, các giảng viên được đào tạo tại Việt Nam sau 1975 thường sử dụng phương ngữ miền Bắc để giảng dạy, với lý do rằng đây là phương ngữ được chính phủ Việt Nam ấn định là chuẩn, và chỉ trích vốn liếng tiếng Việt mà các học viên hấp thụ từ gia đình (quê ở miền Nam hoặc miền Trung) là "không chuẩn", "lỗi thời", hay "lạc hậu". Nhiều phụ huynh nghe con mình nói giọng Bắc, dùng từ Bắc thì ác cảm và bất bình nên đã khiếu nại với Viện Đại học California nhưng đến năm 2006, vụ việc vẫn chưa được giải quyết.